# رودولف کرونر
رودولف کرونر (انگلیسی: Rudolf Kröner; ۶ ژانویهٔ ۱۹۴۲ – ۱۶ دسامبر ۲۰۱۷) بازیکن فوتبال اهل آلمان بود.
از باشگاه‌هایی که در آن بازی کرده‌است می‌توان به باشگاه فوتبال هرتابرلین و باشگاه فوتبال نورنبرگ اشاره کرد.